# Hemeroblemma saundersi
Hemeroblemma saundersi är en fjärilsart som beskrevs av Achille Guenée 1852. Hemeroblemma saundersi ingår i släktet Hemeroblemma och familjen nattflyn. Inga underarter finns listade i Catalogue of Life.